# KRT24
KRT24 هوَ كيراتين.